# Nationaal park Puurijärvi-Isosuo
Nationaal park Puurijärvi-Isosuo (Fins: Puurijärven ja Isosuon kansallispuisto/ Zweeds: Puurijärvi-Isosuo nationalpark)  is een nationaal park in  Pirkanmaa en Satakunta in Finland. Het park werd opgericht in 1993 en is 27 vierkante kilometer groot. Het landschap bestaat uit moeras, veen en de oevers van het Puurijärvi-meer.